# Katalin Jenőfi
Katalin Jenőfi (n. 6 octombrie 1983, în Sárvár) este o handbalistă maghiară care joacă pentru clubul Sárvári Kinizsi SE pe postul de intermediar stânga. Jenőfi a fost în trecut componentă a echipei naționale pentru tineret a Ungariei, cu care a câștigat medalia de argint la Campionatul Mondial din 2003.

## Biografie
Katalin Jenőfi a început să joace handbal la echipele de juniori ale Győri Graboplast ETO de unde, în 2002, a fost împrumutată un an la PEAC-Pikker NK. În 2003 a semnat un contract cu echipa Liss-HNKC SE din Hódmezővásárhely, unde a rămas până în 2008, când s-a transferat la formația românească HC Oțelul Galați. 
În ianuarie 2009, în urma problemelor financiare ale clubului din Galați, handbalista s-a transferat la HC Dunărea Brăila, cu care a câștigat medalia de bronz în campionatul național. Jenőfi a rămas la Dunărea și în sezonul 2009–2010, iar cu cele 144 de goluri marcate a fost a 10-a cea mai bună marcatoare din campionatul românesc în acel an competițional.
În vara anului 2010 a revenit în Ungaria, la echipa Veszprém Barabás KC, iar în a doua jumătate a sezonului 2010–2011 a fost împrumutată la UKSE Szekszárd, unde a jucat și anul următor, de data aceasta legitimată la respectiva formație. În acel sezon, Jenőfi a fost a 8-a cea mai bună marcatoare din campionatul ungar, la egalitate cu Heidi Løke, cu un total de 122 de goluri înscrise.
În vara anului 2012, Katalin Jenőfi s-a transferat la echipa austriacă ZV Handball Wiener Neustadt, unde a jucat până în anul 2017, când s-a reîntors în Ungaria și a semnat un contract cu Sárvári Kinizsi SE, o echipă din orașul său natal care evoluează în Nemzeti Bajnokság II, liga a II-a ungară.

## Palmares
- Campionatul Mondial pentru Tineret::
  -  Medalie de argint: 2003[14]

- Campionatul European pentru Tineret::
  -  Medalie de argint: 2002[14]

- Cupa EHF::
  - Finalistă: 2002

- Liga Națională::
  -  Medalie de bronz: 2009

## Distincții personale
- Cel mai bun intermediar stânga de la turneul internațional organizat anual de Liss-HNKC: 2004[15]
- Cea mai bună handbalistă de la turneul internațional organizat anual de Liss-HNKC: 2004[15]